# Angelagrion nathaliae
Angelagrion nathaliae – gatunek ważki z rodziny łątkowatych (Coenagrionidae).  Występuje endemicznie w Brazylii.